# Jean-Pierre Rassam
Pour les articles homonymes, voir Rassam.
Jean-Pierre Rassam est un producteur de cinéma français né le 14 octobre 1941 à Beyrouth (Liban) et mort le 28 janvier 1985 dans le 7e arrondissement de Paris.
Il fait partie des grands producteurs aventuriers de la création comme Raoul Lévy, Paulo Branco ou Gérard Lebovici. Jean-Jacques Schuhl a tracé son portrait fictionnalisé dans son roman Ingrid Caven.

## Biographie

### Origines et formation
Jean-Pierre Rassam naît le 14 octobre 1941 à Beyrouth, de Thomas Joseph Rassam, diplomate issu d'une famille chrétienne de la bourgeoisie syrienne,,,,,,, et de Virginie Jambart.
Il arrive en France à l'âge de 8 ans.
Au début des années 1960, il étudie à Sciences-Po Paris, avant de se lancer dans la production de films.

### Carrière
Jean-Pierre Rassam se choisit un exemple et un mentor, Barbet Schroeder, qui vient de fonder en 1964 avec Éric Rohmer la société des Films du Losange. Barbet Schroeder témoigne de cette époque : « Quand je l'ai rencontré, il avait vingt-deux ans, et déjà une idée fixe : produire des films. On s'est vu durant les années 1960, où il était un brillant rêveur. La décennie suivante, c'était une autre ambiance : il avait réussi et était entouré de personnages assez atteints qui vivaient avec lui et à ses frais au Plaza Athénée »[réf. nécessaire].
Il s'ensuit dix ans de succès en tant que producteur indépendant. Il travaille avec Jean-Luc Godard, produit Tout va bien et Ici et ailleurs, tous les films de son ami Jean Yanne (Tout le monde il est beau, tout le monde il est gentil, Moi y'en a vouloir des sous, Les Chinois à Paris), Marco Ferreri (La Grande Bouffe, Touche pas à la femme blanche !), Robert Bresson (Lancelot du lac) et Roman Polanski (Tess).
Au sommet de sa gloire, en 1974, il veut racheter la société Gaumont, mais la transaction n'aboutit pas. À la suite de cet échec et des gouffres financiers que sont la production de Lancelot du Lac et Touche pas à la femme blanche, il devient dépressif et dépendant aux drogues et à l'alcool. Il revient en 1984 comme producteur exécutif du film Le Bon Roi Dagobert  de Dino Risi avec Coluche, Michel Serrault, Ugo Tognazzi et sa compagne, Carole Bouquet.

### Affaire des écoutes de l'Élysée
Entre janvier et février 1985, les deux lignes téléphoniques du domicile parisien de l'actrice Carole Bouquet sont placées sur écoute, durant l'affaire des écoutes de l'Élysée, sous le premier septennat de François Mitterrand. En réalité, les écoutes visent Jean-Pierre Rassam, son compagnon de l'époque. Selon Christian Prouteau, responsable de la cellule antiterroriste de l'Élysée à l'époque, le motif des écoutes de Rassam aurait été ses liens supposés avec les régimes algérien et libyen,. Selon les membres de la cellule antiterroriste, Jean-Pierre Rassam aurait entretenu des liens douteux avec le président algérien Chadli Bendjedid et le président libyen colonel Kadhafi, et il aurait été un correspondant de la DST.

### Vie privée et famille
Jean-Pierre Rassam a vécu dans une suite du Plaza Athénée durant de nombreuses années. Il a été le compagnon de l'actrice Carole Bouquet avec qui il a eu un fils, Dimitri Rassam,, devenu lui aussi producteur de films. Beau-frère du cinéaste et producteur Claude Berri (qui était marié à sa sœur, Anne-Marie Rassam), il est l'oncle de Julien Rassam. Il est le frère du producteur Paul Rassam.
Lors du procès des écoutes téléphoniques de l'Élysée, qui s'est tenu en janvier 2005, sa compagne Carole Bouquet, avec qui il a vécu les sept dernières années de sa vie, le décrit comme un « homme immensément drôle » mais « fragile, sous l'emprise de l'héroïne, dont il essayait de se délivrer ».

### Mort
Épuisé, Jean-Pierre Rassam meurt d'une crise cardiaque le 28 janvier 1985 en son domicile du 6, avenue de La Motte-Picquet à Paris 7e,, par suite de consommation de médicaments qu'il prend pour soigner son addiction à l'héroïne. L'autopsie conclut à un empoisonnement au Binoctal, un barbiturique. En mars 2020, dans Vanity Fair, Carole Bouquet conteste la version du suicide : « Ni suicide ni overdose comme on l'a dit, on a raconté beaucoup de choses fausses. C'est un accident, ce qui s'est passé. Il ne se ménageait pas, prenait du Gardenal pour se protéger des dégâts de l'héroïne. Mais après des années d'excès, le corps réclame sa dette ».
Il est inhumé au cimetière de Montfort-l'Amaury, dans une sépulture où viendront le rejoindre sa sœur Anne-Marie, ancienne épouse de Claude Berri, et leur fils, l'acteur Julien Rassam.

## Filmographie
- 1968 : Oratorio for Prague de Jan Němec
- 1970 : La Maison de Gérard Brach
- 1971 : Le Bateau sur l'herbe de Gérard Brach
- 1971 : Tout le monde il est beau, tout le monde il est gentil de Jean Yanne - également acteur
- 1972 : Nous ne vieillirons pas ensemble de Maurice Pialat
- 1972 : Moi y'en a vouloir des sous de Jean Yanne
- 1972 : Tout va bien de Jean-Luc Godard
- 1973 : La Grande Bouffe de Marco Ferreri
- 1973 : Les Chinois à Paris de Jean Yanne
- 1973 : Chair pour Frankenstein  de Paul Morrissey - coproducteur (non crédité)
- 1974 : Lancelot du lac de Robert Bresson
- 1974 : Touche pas à la femme blanche ! de Marco Ferreri - producteur associé avec Jean Yanne
- 1974 : Général Idi Amin Dada: Autoportrait de Barbet Schroeder
- 1974 : Du sang pour Dracula de Paul Morrissey - coproducteur
- 1976 : Ici et ailleurs de Jean-Luc Godard
- 1979 : Tess de Roman Polanski - producteur associé avec Claude Berri
- 1984 : Le Bon Roi Dagobert de Dino Risi

## Dans la culture
L'écrivain Jean-Jacques Schuhl évoque Jean-Pierre Rassam à travers la figure de Mazar dans ses romans Ingrid Caven et Entrée des fantômes.
Christophe Donner en fait le personnage principal de son roman Quiconque exerce ce métier stupide mérite tout ce qui lui arrive (Grasset, 2014) https://www.lemonde.fr/livres/article/2014/08/20/extrait_4474022_3260.html